# Raudales Malpaso
Raudales Malpaso es una localidad del estado mexicano de Chiapas, localizada en el norte del estado cercana a la frontera con Tabasco y junto a la cortina de la presa Malpaso o Nezahualcóyotl. Es cabecera del municipio de Mezcalapa.
Se encuentra localizada en las coordenadas de 17°11′10″N 93°36′26″O / 17.18611, -93.60722 y según el Conteo de Población y Vivienda de 2005 del Instituto Nacional de Estadística y Geografía tiene una población de 6,502 habitantes, en el censo de 2010 del INEGI tiene una población de 6817 habitantes. Raudales Malpaso que originalmente era conocida como la Quechula fue fundada en 1968 al darse la construcción de la presa Malpaso, la segunda más grande de México, y en ella fueron relocalizados la población desplazada del territorio que fue inundada por el vaso de la presa, que ocupó más de la mitad del territorio del municipio de Tecpatán; en 1973 se suprime la Agencia Municipal de la Quechula y se funda la de Raudales Malpaso. También fueron construidas en la población las instalaciones de la Comisión Federal de Electricidad de operación hidroeléctrica de la presa y el personal que lo maneja.